# Shitposting
Il termine shitposting (letteralmente "pubblicare spazzatura")  si riferisce a una categoria di contenuti pubblicati sui social network caratterizzati da una qualità volutamente bassa e a volte da un intento provocatorio, che possono essere semplici immagini con scritte casuali o fotomontaggi che suscitano ilarità. Se orchestrati in gruppo, questi contenuti possono rendere una piattaforma difficilmente fruibile per gli utenti abituali.

## Definizione
Il termine shitposting, secondo varie fonti accademiche e della cultura popolare online, descrive una forma di comunicazione digitale caratterizzata da contenuti intenzionalmente di bassa qualità o senza scopo apparente, spesso finalizzata a provocare una reazione emotiva o a interrompere il flusso normale delle discussioni. Originato nelle comunità online e successivamente diffuso attraverso piattaforme come Reddit, 4chan, Instagram, Tik Tok e Facebook, lo shitposting trova le sue radici nella sottocultura dei troll di Internet, dove il valore comunicativo è spesso legato alla capacità di sovvertire le aspettative degli utenti. Sebbene talvolta sia interpretato come un’espressione ironica di resistenza all’omologazione dei contenuti digitali, esso può anche essere associato a comportamenti distruttivi, come le guerre di fiamme, che mirano a rendere inutilizzabili i siti frequentati da visitatori abituali.